# Французская группа
«Французская группа» (латыш. Franču grupa) — кружок латышских интеллектуалов, собиравшийся в 1945—1950 гг. на частных квартирах в Риге для обсуждения французской культуры, которая входила в круг их основных профессиональных интересов: Ева Ласе, Майя Силмале, Милда Гринфелде, Мирдза Эрса были переводчиками французской литературы на латышский язык, Алфредс Саусне — автором биографии Огюста Родена, и т. д. Результатом собраний стали многочисленные переводы: за шесть лет набралось 54 тетради переведённых текстов, среди которых, например, латышский перевод «Маленького принца» (Ева Ласе, 1946).

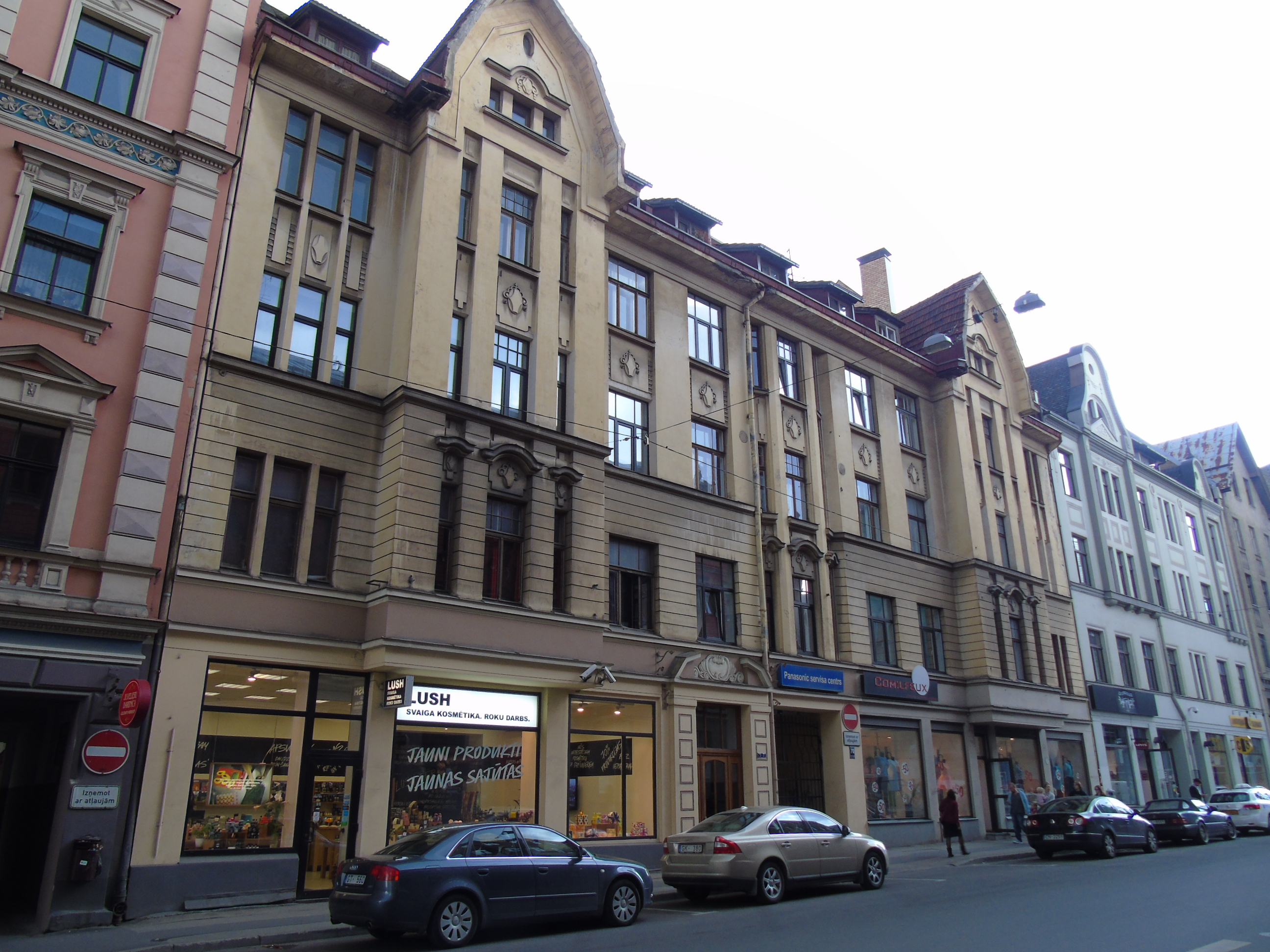
Дом 70 по улице Дзирнаву в Риге, где в квартире №5 собиралась «Французская группа»

4 января 1951 года участники группы были арестованы МГБ, в ходе следствия их и назвали «французской группой». Признанные организаторами группы Ласе, художник Куртс Фридрихсонс, поэтесса Эльза Стерсте были приговорены к 25 годам заключения, Саусне, Силмале, Гринфелде, филолог Скайдрите Сирсоне, актёры Миервалдис Озолиньш, Арнолдс Стубавс и Ирина Стубава — к десяти годам, Мирдза Эрса — к семи годам. Все приговорённые были отправлены в ГУЛаг, отбывали наказание в Мордовии и в Сибири. В 1956 г. были амнистированы и вернулись в Латвию.
В 1992 г. во время государственного визита президента Франции Франсуа Миттерана в Латвию он встретился с двумя участницами «французской группы», Евой Ласе и Мирдзой Эрсой, и пригласил их во Францию на празднование Дня взятия Бастилии.
В 1994 г. о деле «французской группы» был снят документальный фильм «Плата за мечту» (латыш. Sods par sapni) по сценарию Инты Гейле, режиссёр Андрис Розенбергс.
В 2001 г. «французской группе» посвятил публикацию номера журнал «Карогс».
В 2004—2005 гг. во Французском культурном центре в Риге и в Музее оккупации прошла выставка «Художник Куртс Фридрихсонс и французская группа».

## Осуждённые участники группы
1. Майя Силмале (1924—1973), студентка
2. Мирдза Эрса (1924—2008), студентка, актриса
3. Скайдрите Сирсоне (1920—1998), студентка
4. Милда Гринфелде (1909—2000), переводчица
5. Ева Ласе (1916—2002), переводчица
6. Элза Стерсте (1885—1976), поэтесса и переводчица
7. Элеонора Саусне[латыш.] (1910—1969), учительница
8. Миервалдис Озолиньш (1922—1999), актёр
9. Куртс Фридрихсонс[латыш.] (1911—1991), художник
10. Арнолдс Стубавс[латыш.] (1910—1958), актёр
11. Ирма Стубава[латыш.] (1908—1999), актриса
12. Алфредс Саусне (1900—1994), литератор
13. Густавс Берзиньш[латыш.] (1910—1981), юрист